# Channa Ediri Bandanage
Channa Ediri Bandanage (* 22. September 1978) ist ein sri-lankischer Fußballspieler, der bei Ratnam SC Colombo und in der sri-lankischen Fußballnationalmannschaft im Angriff spielt.

## Verein
Mit seinem Verein Ratnam SC nahm er 2007 am AFC President’s Cup teil und war dort mit sechs Treffern bester Torschütze des Turniers. 2008 gehörte er ebenfalls zu den erfolgreichen Torjägern des gleichen Turniers, als er im Spiel gegen Transport United aus Bhutan den gegnerischen Torwart dreimal bezwingen konnte. Seit 2009 steht Channa Ediri Bandanage in Reihen des auf den Malediven beheimateten Vereins Maaziya Malé.

## Nationalmannschaft
Bei der Fußball-Südasienmeisterschaft 2009 zählte er mit vier erzielten Toren gemeinsam mit Emanul Haque Sharif und Ahmed Thariq zu den erfolgreichsten Torschützen des Turniers. Dabei traf er unter anderem zweimal im Spiel gegen Bhutan, das Sri Lanka mit 6:0 zu seinen Gunsten entscheiden konnte.
Auch beim gleichen Turnier ein Jahr zuvor konnte er sich in der Statistik als Torschütze verewigen, als er beim 2:2 gegen Afghanistan traf.
Ferner gehörte er zum Aufgebot Sri Lankas beim AFC Challenge Cup 2008. Insgesamt sind für ihn im Zeitraum 2000 bis 2009 55 Länderspieleinsätze verzeichnet. Dabei erzielte er zwölf Treffer.